# Линколн Парк (Њу Џерзи)
Линколн Парк (енгл. Lincoln Park) град је у америчкој савезној држави Њу Џерзи.

## Демографија
По попису из 2010. године број становника је 10.521, што је 409 (-3,7%) становника мање него 2000. године.
| Група             | 2000.         | 2010.         |
| Белци             | 9.398 (86,0%) | 8.399 (79,8%) |
| Афроамериканци    | 191 (1,7%)    | 193 (1,8%)    |
| Азијати           | 578 (5,3%)    | 776 (7,4%)    |
| Хиспаноамериканци | 633 (5,8%)    | 1.009 (9,6%)  |
| Укупно            | 10.930        | 10.521        |